# 泰尔纳泰
泰尔纳泰（義大利語：Ternate），是意大利瓦雷泽省的一个市镇。总面积5平方公里，人口2462人，人口密度492.4人/平方公里（2009年）。国家统计（ISTAT）代码为012126。